# Lior Refaelov
Lior Refaelov (en hébreu : ליאור רפאלוב), né le 26 avril 1986 à Or Aqiva en Israël, est un footballeur international israélien. Il évolue actuellement au poste d'ailier ou de milieu offensif au Maccabi Haïfa.
Il possède également la nationalité belge depuis 2017.

## Carrière

### En club
Lior Refaelov commence sa carrière professionnelle en 2004 au Maccabi Haïfa, club où il est affilié depuis 1998. Il remporte trois fois le championnat israélien, en 2006, 2009 et 2011.

### Club Bruges KV
En juin 2011, il est transféré au FC Bruges, pour un montant d'environ 2,5 millions d'euros, où il signe un contrat jusqu'en 2015 après avoir joué toute sa carrière au Maccabi Haïfa. Ses premiers mois en Belgique furent difficiles, étant victime de blessures à répétition (et d'une suspension de 3 matchs contre l'OHL) il ne put garder une condition suffisante pour enchaîner les matchs. Mais dès janvier, il s'imposa définitivement dans l'effectif du Club de Bruges, se révélant être comme l'un des maîtres à jouer du Club de Bruges (aux côtés de Vazquez notamment).

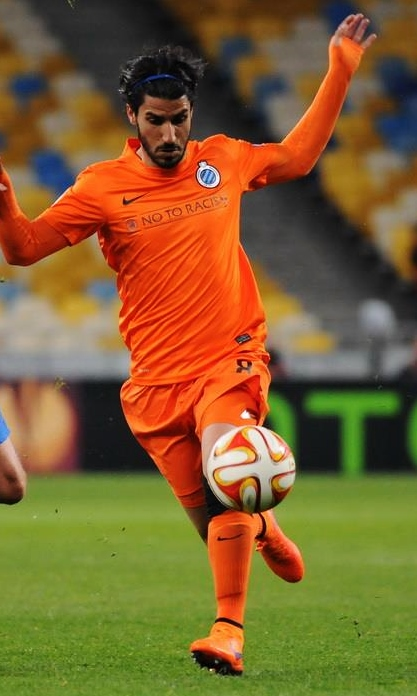
Refaelov au Club Bruges KV en 2015.

À l'issue de la saison régulière 2014-2015, il cumule 13 buts et 14 passes décisives en 35 matchs dont 28 en tant que titulaire, toutes compétitions confondues. Le 19 mars 2015, il distille sa quinzième passe décisive de la saison à l'occasion du huitième de finale retour de la Ligue Europa disputé à Istanbul devant 65.000 supporters turcs contre le Besiktas, pour le but de Bolingoli (1-2) qui assure ainsi la qualification du Club de Bruges pour les quarts de finale, une première depuis 20 ans pour le Club. Trois jours plus tard, lors de la finale de la coupe de Belgique, face à Anderlecht, il délivre un centre qui débouche sur le but de De Sutter (1-0) augmentant son total de passes décisives à 16. Dans le même match, alors que le Club, qui en était à son cinquantième match de la saison, était physiquement émoussé, il inscrit le but salvateur du 2-1 à la 93e minute, d'une demi-volée instantanée du pied gauche offrant ainsi au Club son premier trophée depuis 2007. Il boucle la saison avec 19 buts et 18 passes décisives. Il est plébiscité, à ce titre, d'une deuxième place au Footballeur Pro 2015, derrière son coéquipier et ami Victor Vazquez, bien que dans l'exercice de l'addition des passes décisives et des buts sur la saison complète toutes compétitions confondues, il surclasse tous les autres joueurs de son championnat. 
Il ne put en revanche jouer lors de la première partie de la saison 2015-2016, car une blessure encourue à Saint-Trond, le 25 juillet 2015, l'éloigne des terrains jusqu'à son retour le 6 décembre 2015, à domicile contre Charleroi. Durant la trêve hivernale, son coéquipier Victor Vazquez, entérine son transfert au Mexique, ce qui, dans les faits, libère le poste de dépositaire du jeu de l'équipe. Ce poste, tout naturellement, est dévolu à l’Israélien qui l'avait déjà repris avec brio, lorsque Victor le laissait vacant pour cause de blessure. Au terme du match contre Ostende le 14 février 2016, au cours duquel il marque un but et délivre un assist, il en est déjà à 5 buts et 4 passes décisives, malgré un temps de jeu limité, en 14 apparitions. En ce sens, il est décisif toutes les 85 minutes, ce qui fait de lui un joueur plus efficace que Dossevi (115 minutes), Milicevic (173 minutes), ou que Dennis Praet (218 minutes), en incluant tous les matchs de toutes les compétitions disputées par les joueurs respectifs. Il participe, dans le même temps, à l'intégration de Hans Vanaken dans le système de jeu de l'équipe.

### Royal Antwerp FC
Il s'engage à la fin du mercato estival de 2018 au Royal Antwerp FC pour un prêt de un an. Après six bon mois à Anvers il s'engage définitivement avec le club le 18 janvier 2019 pour les deux prochaines saisons.

### RSC Anderlecht

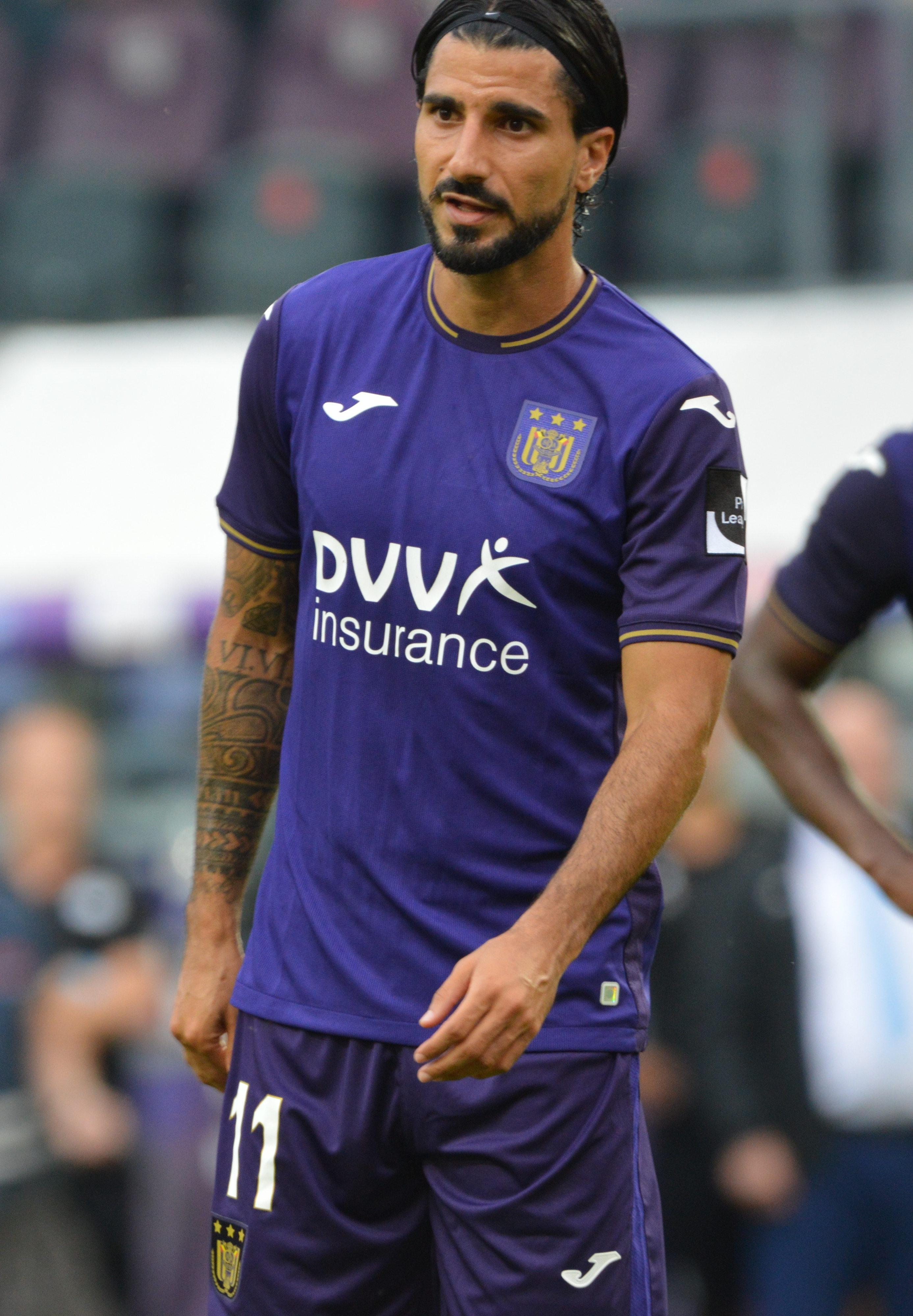
Refaelov au RSC Anderlecht en 2021.

Fin avril 2021, Refaelov, en fin de contrat à Antwerp, signe un contrat pour deux saisons avec RSC Anderlecht.
Le 5 décembre 2021, Refaelov marque deux buts pour Anderlecht dans la victoire à domicile 3-2 contre Zulte Waregem.
Le 27 avril 2023, le site du RSC Anderlecht fait savoir que les discussions quant à une éventuelle prolongation de contrat n'ont pas abouti et que les chemins du club et du joueur se séparent.
Lior Refaelov décide alors de rentrer en Israël et signe, le 15 juin 2023, un contrat de deux ans avec son club formateur, le Maccabi Haïfa.

## Style de jeu
Lior Refaelov est de formation un milieu offensif axial. Néanmoins, il est aligné sur l'aile gauche au Club, n'hésitant cependant pas à rentrer dans le jeu, pour armer, tenter sa chance aux buts avec son pied droit (bien qu'il se dise être parfaitement à l'aise avec son pied gauche). C'est un ailier vif, virevoltant, très technique, très véloce sur les premiers mètres. De plus, c'est un joueur qui possède une frappe très sèche, ce qui a pour conséquence qu'il est l'un des frappeurs de phases arrêtées au Club de Bruges. Il a développé une relation privilégiée avec Victor Vazquez, le maître à jouer du Club, avec qui il constitue un duo de joueurs offensifs, adeptes de passes courtes dans de petits espaces, avec le soutien d'autres joueurs parmi lesquels Thomas Meunier.C'est d'ailleurs grâce à sa relation avec Vazquez, qu'il a su se muer en meneur de jeu, lui permettant de créer des possibilités pour ses coéquipiers plus aisément, et de travailler son jeu de démarquage entre les lignes. Enfin, il est d'une part, un adepte des gestes techniques - les utilisant, généralement à bon escient. Ses feintes de corps, d'autre part, contribuent à le rendre d'autant plus imprévisible pour l'adversaire. 

## Statistiques

### En club
| Saison                | Club                    | Championnat           | Championnat | Championnat | Championnat | Coupe(s) nationale(s) | Coupe(s) nationale(s) | Coupe(s) nationale(s) | Supercoupe | Supercoupe | Supercoupe | Compétition(s) continentale(s) | Compétition(s) continentale(s) | Compétition(s) continentale(s) | Compétition(s) continentale(s) | Autres compétitions | Autres compétitions | Autres compétitions | Autres compétitions | Israël | Israël | Israël | Total | Total | Total |
| Saison                | Club                    | Division              | M.          | B.          | P.d.        | M.                    | B.                    | P.d.                  | M.         | B.         | P.d.       | Comp.                          | M.                             | B.                             | P.d.                           | Comp.               | M.                  | B.                  | P.d.                | M.     | B.     | P.d.   | M.    | B.    | P.d.  |
| 2004-2005             | Maccabi Haifa           | Liga ha'Al            | 2           | 0           | 0           | -                     | -                     | -                     | -          | -          | -          | C3                             | -                              | -                              | -                              | -                   | -                   | -                   | -                   | -      | -      | -      | 2     | 0     | 0     |
| 2005-2006             | Maccabi Haifa           | Liga ha'Al            | 19          | 1           | 2           | 2                     | 0                     | 0                     | -          | -          | -          | C1                             | -                              | -                              | -                              | -                   | -                   | -                   | -                   | -      | -      | -      | 21    | 1     | 2     |
| 2006-2007             | Maccabi Haifa           | Liga ha'Al            | 25          | 2           | 0           | 1                     | 0                     | 0                     | -          | -          | -          | C3                             | 6                              | 0                              | 0                              | -                   | -                   | -                   | -                   | -      | -      | -      | 32    | 2     | 0     |
| 2007-2008             | Maccabi Haifa           | Liga ha'Al            | 24          | 3           | 0           | -                     | -                     | -                     | -          | -          | -          | CI                             | 2                              | 0                              | 0                              | -                   | -                   | -                   | -                   | 1      | 0      | 0      | 27    | 3     | 0     |
| 2008-2009             | Maccabi Haifa           | Liga ha'Al            | 33          | 9           | 0           | 3                     | 0                     | 0                     | -          | -          | -          | -                              | -                              | -                              | -                              | -                   | -                   | -                   | -                   | -      | -      | -      | 36    | 9     | 0     |
| 2009-2010             | Maccabi Haifa           | Liga ha'Al            | 29          | 6           | 3           | -                     | -                     | -                     | -          | -          | -          | C1                             | 12                             | 1                              | 1                              | PO                  | 5                   | 1                   | 2                   | 2      | 1      | 0      | 48    | 9     | 6     |
| 2010-2011             | Maccabi Haifa           | Liga ha'Al            | 21          | 8           | 0           | 3                     | 3                     | 0                     | -          | -          | -          | C3                             | 2                              | 0                              | 1                              | PO                  | 5                   | 3                   | 0                   | 8      | 1      | 2      | 39    | 15    | 3     |
| Sous-total            | Sous-total              | Sous-total            | 153         | 29          | 5           | 9                     | 3                     | 0                     | -          | -          | -          | -                              | 22                             | 1                              | 1                              | -                   | 10                  | 4                   | 2                   | 11     | 2      | 2      | 205   | 39    | 10    |
| 2011-2012             | Club Bruges KV          | Division 1            | 26          | 6           | 5           | 2                     | 0                     | 2                     | -          | -          | -          | C3                             | 12                             | 1                              | 2                              | PO1                 | 6                   | 0                   | 0                   | 6      | 1      | 0      | 52    | 8     | 9     |
| 2012-2013             | Club Bruges KV          | Division 1            | 20          | 9           | 5           | 1                     | 0                     | 0                     | -          | -          | -          | C1+C3                          | 2+5                            | 0+2                            | 1+3                            | PO1                 | 8                   | 1                   | 1                   | 5      | 2      | 0      | 41    | 14    | 10    |
| 2013-2014             | Club Bruges KV          | Division 1            | 24          | 2           | 10          | 2                     | 0                     | 0                     | -          | -          | -          | C3                             | 2                              | 1                              | 0                              | PO1                 | 9                   | 2                   | 4                   | 8      | 0      | 0      | 45    | 5     | 14    |
| 2014-2015             | Club Bruges KV          | Division 1            | 21          | 6           | 13          | 4                     | 2                     | 1                     | -          | -          | -          | C3                             | 14                             | 6                              | 4                              | PO1                 | 9                   | 4                   | 0                   | 5      | 0      | 0      | 53    | 18    | 18    |
| 2015-2016             | Club Bruges KV          | Division 1            | 11          | 5           | 3           | 5                     | 1                     | 1                     | -          | -          | -          | C1+C3                          | 0+1                            | 0+0                            | 0+0                            | PO1                 | 4                   | 1                   | 1                   | -      | -      | -      | 21    | 7     | 5     |
| 2016-2017             | Club Bruges KV          | Division 1A           | 18          | 2           | 2           | 1                     | 0                     | 0                     | 1          | 0          | 0          | C1                             | 1                              | 0                              | 0                              | PO1                 | 3                   | 0                   | 1                   | 3      | 1      | 0      | 27    | 3     | 3     |
| 2017-2018             | Club Bruges KV          | Division 1A           | 11          | 0           | 2           | 0                     | 0                     | 0                     | -          | -          | -          | C1+C3                          | 2+2                            | 0                              | 1+0                            | PO1                 | 7                   | 2                   | 0                   | 2      | 0      | 0      | 24    | 2     | 3     |
| Sous-total            | Sous-total              | Sous-total            | 131         | 30          | 40          | 15                    | 3                     | 4                     | 1          | 0          | 0          | -                              | 41                             | 10                             | 11                             | -                   | 46                  | 10                  | 7                   | 29     | 4      | 0      | 263   | 57    | 62    |
| 2018-2019             | Royal Antwerp FC (prêt) | Division 1A           | 24          | 8           | 3           | 1                     | 0                     | 1                     | -          | -          | -          | -                              | -                              | -                              | -                              | PO1+BE              | 10+1                | 2+1                 | 0+0                 | -      | -      | -      | 36    | 11    | 4     |
| 2019-2020             | Royal Antwerp FC        | Division 1A           | 24          | 11          | 3           | 5                     | 2                     | 0                     | -          | -          | -          | C3                             | 4                              | 0                              | 2                              | -                   | -                   | -                   | -                   | -      | -      | -      | 33    | 13    | 5     |
| 2020-2021             | Royal Antwerp FC        | Division 1A           | 33          | 9           | 8           | 2                     | 0                     | 0                     | -          | -          | -          | C3                             | 8                              | 5                              | 4                              | PO1                 | -                   | -                   | -                   | -      | -      | -      | 43    | 14    | 12    |
| Sous-total            | Sous-total              | Sous-total            | 81          | 28          | 14          | 8                     | 2                     | 1                     | -          | -          | -          | -                              | 12                             | 5                              | 6                              | -                   | 11                  | 3                   | 0                   | -      | -      | -      | 112   | 38    | 21    |
| 2021-2022             | RSC Anderlecht          | Division 1A           | 32          | 12          | 1           | 6                     | 5                     | 2                     | -          | -          | -          | C4                             | 3                              | 2                              | 3                              | PO1                 | 5                   | 0                   | 0                   | -      | -      | -      | 46    | 19    | 6     |
| 2022-2023             | RSC Anderlecht          | Division 1A           | 29          | 4           | 5           | 2                     | 0                     | 0                     | -          | -          | -          | C4                             | 14                             | 2                              | 2                              | -                   | -                   | -                   | -                   | -      | -      | -      | 45    | 6     | 7     |
| Sous-total            | Sous-total              | Sous-total            | 61          | 16          | 6           | 8                     | 5                     | 2                     | -          | -          | -          | -                              | 17                             | 4                              | 5                              | -                   | 5                   | 0                   | 0                   | -      | -      | -      | 91    | 25    | 13    |
| 2023-2024             | Maccabi Haifa           | Liga ha'Al            | -           | -           | -           | -                     | -                     | -                     | -          | -          | -          | C1                             | -                              | -                              | -                              | -                   | -                   | -                   | -                   | -      | -      | -      | 0     | 0     | 0     |
| Total sur la carrière | Total sur la carrière   | Total sur la carrière | 426         | 103         | 65          | 40                    | 13                    | 7                     | 1          | 0          | 0          | -                              | 92                             | 20                             | 23                             | -                   | 72                  | 17                  | 9                   | 40     | 6      | 2      | 671   | 159   | 106   |

### En sélections nationales
Lior Refaelov a été international israélien entre 2007-2017. Il compte 40 sélections, pour 6 buts inscrits. Auparavant, il est passé dans toutes les sélections nationales israéliennes à partir des moins de 17 ans.
| Saisons | Equipes     | Compétitions           | J. | B. | p.d. | CJ. | CR. |
| ------- | ----------- | ---------------------- | -- | -- | ---- | --- | --- |
| 2007    | Israël U 21 | Euro U21               | 1  | 0  | -    | 0   | 0   |
| 2012    | Israël      | Euro Qualif.           | 9  | 1  | -    | 0   | 0   |
| 2013    | Israël      | Amical international   | 2  | 0  | -    | 0   | 0   |
| 2014    | Israël      | Amical international   | 1  | 1  | -    | 0   | 0   |
| 2014    | Israël      | Coupe de Monde Qualif. | 6  | 1  | 0    | 1   | 0   |
| 2016    | Israël      | Euro Qualif.           | 5  | 0  | 0    | 3   | 0   |
| 2017    | Israël      | Amical International   | 1  | 0  | -    | 0   | 0   |
| 2018    | Israël      | Coupe du Monde Qualif. | 4  | 1  | 0    | 0   | 0   |
| Total.  | Total.      | Total.                 | 32 | 4  | 0    | 4   | 0   |

| 1 | 26 mai 2010      | Estadio Centenario, Uruguay   | Uruguay         | 1-1 | 4-1 | Match amical                                           |
| 2 | 17 novembre 2010 | Stade Bloomfield, Israël      | Islande         | 3-0 | 3-2 | Match amical                                           |
| 3 | 11 octobre 2011  | Ta' Qali Stadium, Malte       | Malte           | 0-1 | 0-2 | Éliminatoires du Championnat d'Europe de football 2012 |
| 4 | 6 février 2013   | Stade de Netanya, Israël      | Finlande        | 2-1 | 2-1 | Match amical                                           |
| 5 | 26 mars 2013     | Windsor Park, Irlande du Nord | Irlande du Nord | 0-1 | 0-2 | Éliminatoires de la Coupe du monde de football 2014    |
| 6 | 24 mars 2017     | El Molinón, Espagne           | Espagne         | 3-1 | 4-1 | Éliminatoires de la Coupe du monde de football 2018    |

## Palmarès

### En club
|  |  | Maccabi Haïfa - Championnat d'Israël (4) : - Champion : 2005, 2006, 2009 et 2011 - Vice-champion : 2010 - Supercoupe d'Israël : - Vainqueur : 2023 - Coupe d'Israël : - Finaliste : 2009 et 2011 |  | Club Bruges KV - Championnat de Belgique (2) : - Champion : 2016 et 2018 - Vice-champion : 2017 - Coupe de Belgique (1) : - Vainqueur : 2015 - Finaliste : 2016 - Supercoupe de Belgique (2) : - Vainqueur : 2016 et 2018 - Finaliste : 2015 |  | Royal Antwerp FC - Coupe de Belgique (1) : - Vainqueur : 2020 |  | RSC Anderlecht - Coupe de Belgique : - Finaliste : 2022 |

## Distinctions personnelles
- Meilleur joueur du championnat israélien en 2011
- Deuxième au Footballeur pro de l'année en 2015
- Deuxième au Footballeur pro de l'année en 2016
- Vainqueur du Soulier d'or belge en 2020[18]